# رود پارن
رود پارن (انگلیسی: Paren) یک رودخانه در سرزمین کامچاتکای کشور روسیه است.